# Афро-латиноамериканцы
Афро-латиноамериканцы (исп. Afro-Latino, также «preto», «negro», «pardo»)— жители Латинской Америки, имеющие физиологически заметное африканское происхождение. В отличие от афроамериканцев США афро-латиноамериканцы в основном утратили или значительно модифицировали культуру своих предков-рабов и теперь ассоциируются с языковыми и культурными элементами типичными для всего населения Латинской Америки в целом. С другой стороны, белые латиноамериканцы усвоили многие элементы африканской и индейской культур.
Подобное смешение рас (метисация) — типичное явление для всех стран Латинской Америки, где так называемое правило одной капли крови не применялось на практике, а потому большинство населения имеет ту или иную примесь африканской крови, хотя внешне негроидные черты могут быть слабо заметны. В самой Латинской Америке термин афро-латиноамериканцы обычно не применяется за пределами узких академических кругов, занимающихся исследованиями международной истории.

## Географическое распределение
Из 550-миллионного населения Латинской Америки свыше 40 миллионов идентифицируют себя как афро-латиноамериканцы, хотя около 80 % имеют ту или иную примесь африканской крови. Наиболее «африканизированы» страны, расположенные вдоль побережья Атлантического океана, в том числе Карибского бассейна, в которые в силу их географического положения было завезено наибольшее количество негров-рабов. Среди них выделяются:
- Гаити
- Бразилия
- Доминиканская республика
- Куба
- Венесуэла
- Колумбия
- Французская Гвиана
- Эквадор

## История
Негры были завезены в Северную и Южную Америку в качестве рабов из западной и центральной Африки с испанцами и португальцами в 15-м, 16-м столетии. Большинство рабов были отправлены в Бразилию, Перу на острова карибского бассейна, меньшинство в Колумбию и Венесуэлу. Страны со значительным черным населением - Бразилия (20,6 млн), Колумбия (4,9 млн), Гаити (8,7 млн), Доминиканская Республика (1,7 млн), Мексика (около 2,6 млн), Куба (более 1 млн человек).
Совместное существование с испанцами, португальцами, французами и коренным населением произвело новые языки (palenquero, гарифуна и креол), религии (например, candomblé, abakuá, santería, lucumi и вуду), музыку (kompa, сальса, бачата, cumbia, Palo de Mayo, пленумы), танцы (самба, румба), боевое искусство капоэйра. Многие из созданных афро-латиноамериканцами культурных достояний стали распространенными в Латинской Америке.

## Численность потомков африканцев
| Регион / Страна                    | Население страны | Потомки негров    | население              |
| Карибы                             | 39 148 115       | 73,2 %            | 28 671 508             |
| ---------------------------------- | ---------------- | ----------------- | ---------------------- |
| Гаити                              | 8 924 553        | 99,5 %            | 8 701 439              |
| Доминиканская республика           | 9 507 133        | 84,0 %            | 7 985 991              |
| Куба                               | 11 423 925       | между 10.1-24.8 % | 3 905 817              |
| Пуэрто-Рико                        | 3 958 128        | 18,0 %            | 316 650*               |
| Южная Америка/Центральная Америка  | 425 664 476      | 23,9 %            | 101 532 873            |
| Гватемала                          | 13 002 206       | 1,0 %             | 260 044                |
| Сальвадор                          | 7 066 403        | < 0,01 %          | 0*                     |
| Гондурас                           | 7 639 327        | 2,0 %             | 152 787                |
| Никарагуа                          | 5 785 846        | 9,0 %             | 520 726                |
| Коста-Рика                         | 4 195 914        | 3,0 %             | 125 877                |
| Панама                             | 3 292 693        | 14,0 %            | 460 977                |
| Колумбия                           | 45 013 674       | 21,0 %            | 9 452 872              |
| Венесуэла                          | 26 414 815       | между 10-26.5 %   | 2 641 481 — 6 999 926* |
| Французская Гвиана                 | 199 509          | 66,0 %            | 131 676                |
| Бразилия                           | 191 908 598      | 44,7 %            | 85 783 143             |
| Эквадор                            | 13 927 650       | 10 %              | 1 700 000- 2 000 000   |
| Перу                               | 29 180 899       | 3,0 %             | 140 000                |
| Боливия                            | 9 247 816        | 1,1 %             | 108 000                |
| Чили                               | 16 454 143       | < 0,1 %           | 0*                     |
| Парагвай                           | 6 831 306        | 1,0 %             | 63 000                 |
| Аргентина                          | 40 677 348       | 0,1 %             | 52 000                 |
| Уругвай                            | 3 477 778        | 4,0 %             | 139 111                |
| Северная Америка                   | 440 244 038      | 11,8 %            | 39 264 514             |
| США (только афро-латиноамериканцы) | 299 398 485      | 0,2 %             | 616 953                |
| Мексика                            | 108 700 891      | <1.0 %            | 103 000                |
|                                    |                  |                   |                        |
| Африка южнее Сахары                | 770 300 000      | 99 %              | 767 000 000            |
| Вне Африки                         | 5 821 000 000    | 2,9 %             | 168 879 165            |
| Полностью                          | 6 581 000 000    | 14,2 %            | 936 384 565            |